# Nerijus Vasiliauskas
Pour les articles homonymes, voir Vasiliauskas.
Nerijus Vasiliauskas (né le 20 juin 1977 à Jovana) est un footballeur international lituanien.